# Nagubana čeladica
Nagubana čeladica (znanstveno ime Mycena galericulata) je gliva iz rodu čeladic (Mycena).

## Značilnosti
Klobuk ima v premeru od 2 do 6 cm. Mlad je široko stožčast, s starostjo se splošči in na sredini ohrani grbico. Površina je prosojno progasta in v zrelosti vidno nagubana. V mladih fazah je temno rjav, kasneje postaja bež do sivo rjave barve. Običajno temnejše v sredini in belkaste na robu.
Lističi so elastični, razmaknjeni, prirasli na bet, včasih se rahlo spuščajo po njemu. So bele barve, s starostjo dobijo rahlo rožnat nadih. Na celotnem obodu jih je od 25 do 32 takih, ki segajo od roba do beta.
Bet je votel, žilav, enakomerno valjast, le v dnišču se rahlo razširi. Zgornji del je svetlo sivo rjav, spodaj je temnejši. Dnišče je prekrito z grobimi, belkastimi vlakni, ki se ukoreninijo v podlago.
Vonj je neizrazit ali nekoliko neprijeten ali nekoliko mokast. Okus mokast.

## Razširjenost in življenjski prostor
Rastejo posamično ali v majhnih skupinah na starih štorih in deblih, na podrtih vejah in na razpadajočem lesu, večinoma od listavcev. Je zelo pogosta in široko razširjena, najdemo jo lahko od pozne pomladi do pozne jeseni.

## Mikroskopske značilnosti
Trosni odtis je bele barve. Trosi so elipsasti, gladki, amiloidni in merijo 9–12 x 6–9 μm. Razmerje med dolžino in širino (Q) je 1,7.

## Podobne vrste
- pripognjena čeladica (Mycena inclinata) − ima temno rumeno rjav klobuk, belo sivkaste lističe in rumeno rjav bet

## Uporabnost
Neužitna.

## Galerija slik
- Nagubane čeladice
- Lističi in bet
- Trosi